# Kurkölnische Landesburg Zülpich
Die Kurkölnische Landesburg Zülpich ist das Wahrzeichen der nordrhein-westfälischen Stadt Zülpich, dessen Ursprünge in einem römischen „castrum“ zu suchen sind. Die heutige Anlage wurde Ende des 14. Jahrhunderts als Hoheitssymbol und Außenposten der Kölner Erzbischöfe gegen die damalige Grafschaft Jülich errichtet.
Ende des 17. Jahrhunderts durch französische Truppen niedergebrannt, kam die Ruine der Niederungsburg 1741 in Privatbesitz. Die Zülpicher Fabrikantenfamilie Sieger betrieb ab 1870 eine Schnapsbrennerei in der Burg, die bis in die 1980er Jahre produzierte. Im Zweiten Weltkrieg stark beschädigt, wurde sie in den 1950er Jahren teilweise wiederaufgebaut und dient heute unter anderem als Tourist-Info und Vereinsheim des Zülpicher Geschichtsvereins.

## Geschichte

### Anfänge
Am Ort der heutigen Burganlage existierte schon zu römischer Zeit ein „castrum“, das den Merowingern als Königspfalz diente. Auch die Karolinger nutzten diese befestigte Anlage weiter und machten Zülpich mit seinem fränkischen Königshof zum Hauptort des Zülpichgaus. Beim Normannenüberfall im Jahre 881 teilte die Anlage das Schicksal der gesamten Siedlung: Sie wurde zerstört. Nachfolgend übernahmen die Aachener Pfalzgrafen die Macht in Zülpich und erbauten im 10. Jahrhundert eine Burg.

### Im Kampf zwischen Köln und Jülich

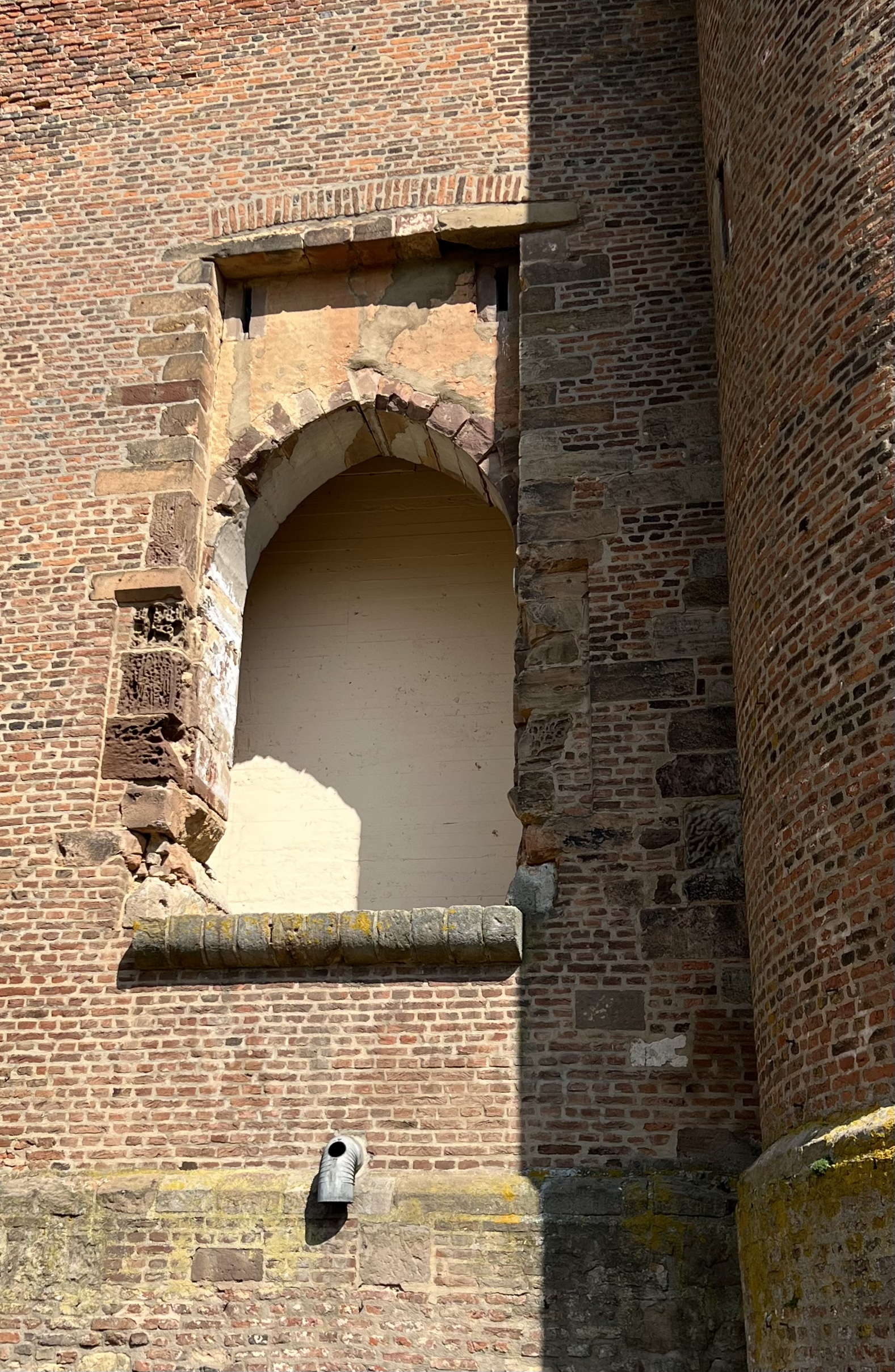
Gotische Fensteröffnung

953 belehnte der spätere Kaiser Otto der Große den Kölner Erzbischof in seiner Eigenschaft als Reichsfürsten mit Zülpich. Ausgenommen davon war die sogenannte Palenz (auch Pellenz), ein fränkisches Hofgut mit eigener Kirche, die heute als ehemalige Marienkirche bekannt ist. Diese Palenzgüter vergaben die Pfalzgrafen mitsamt dem Patronat über die Marienkirche sowie der Vogtei mit dem Hochgericht Ende des 12. Jahrhunderts als Afterlehen an die Grafen von Jülich, die mit dem Kölner Erzbistum um die Herrschaft im Erftraum stritten. Kurköln ließ deshalb im Ringen um die Macht die Stadt und ihre Burg ab 1255 neu befestigen. Bereits 1254 war das „feste Schloss“ in einem Schiedsspruch zwischen Erzbischof Konrad von Hochstaden und Graf Wilhelm IV. von Jülich als kölnisches Lehen erwähnt worden. Eine weitere urkundliche Erwähnung fand es im Pingsheimer Frieden aus dem Jahr 1279, in dem Kurköln ausdrücklich das Recht zum Ausbau und zur Befestigung der Burg zugesprochen wurde. Davon machte Erzbischof Siegfried von Westerburg nachfolgend auch Gebrauch.
Nach der Niederlage in der Schlacht von Worringen im Jahr 1288 musste Köln Burg und Stadt 1299 an den Jülicher Grafen Gerhard V. verpfänden. Er ließ daraufhin die kölnische Befestigungsanlage niederlegen und um 1350 eine neue errichten. Nachdem aber das Pfand 1369 eingelöst worden war, ließ Erzbischof Friedrich III. von Saarwerden das „Jülicher Schloss“ wieder abreißen und an dessen Stelle die heutige Anlage erbauen. Diese wurde in den 1490er Jahren in gotischem Stil und Backsteinausführung, samt umlaufender Mauer und Stadttoren, vollendet. Als Landesburg erfüllte Zülpich die gleichen Funktionen wie die kurkölnischen Anlagen in Linn, Hülchrath, Lechenich, Kempen, Uda und Zons.

### Neuzeit
Mit dem Ende der Streitigkeiten zwischen Jülich und Köln verlor die Burg – ebenso wie die gesamte Stadt – ihre strategische Bedeutung. Nach schweren Zerstörungen im Dreißigjährigen Krieg, wurde sie 1689 im Pfälzischen Erbfolgekrieg durch Soldaten des französischen Königs Ludwig XIV. zudem in Brand gesetzt. Zwar erfolgten während des 17. und 18. Jahrhunderts immer wieder Reparaturen an der Anlage, so zum Beispiel 1664 unter dem Kurfürsten Maximilian Heinrich von Bayern, jedoch verfiel sie zunehmend.
Clemens August von Bayern schenkte die nutzlose Ruine 1761 seinem Zülpicher Kellner und Schultheiß Joseph Eberhard Wachendorff. Er baute den ehemaligen Palas an der Nordwest-Seite und den Nordturm zu Wohnzwecken um. Dabei entstanden ein barockes, zweigeschossiges Gebäude, das von einem Mansarddach abgeschlossen war, und einige Wirtschaftsgebäude.

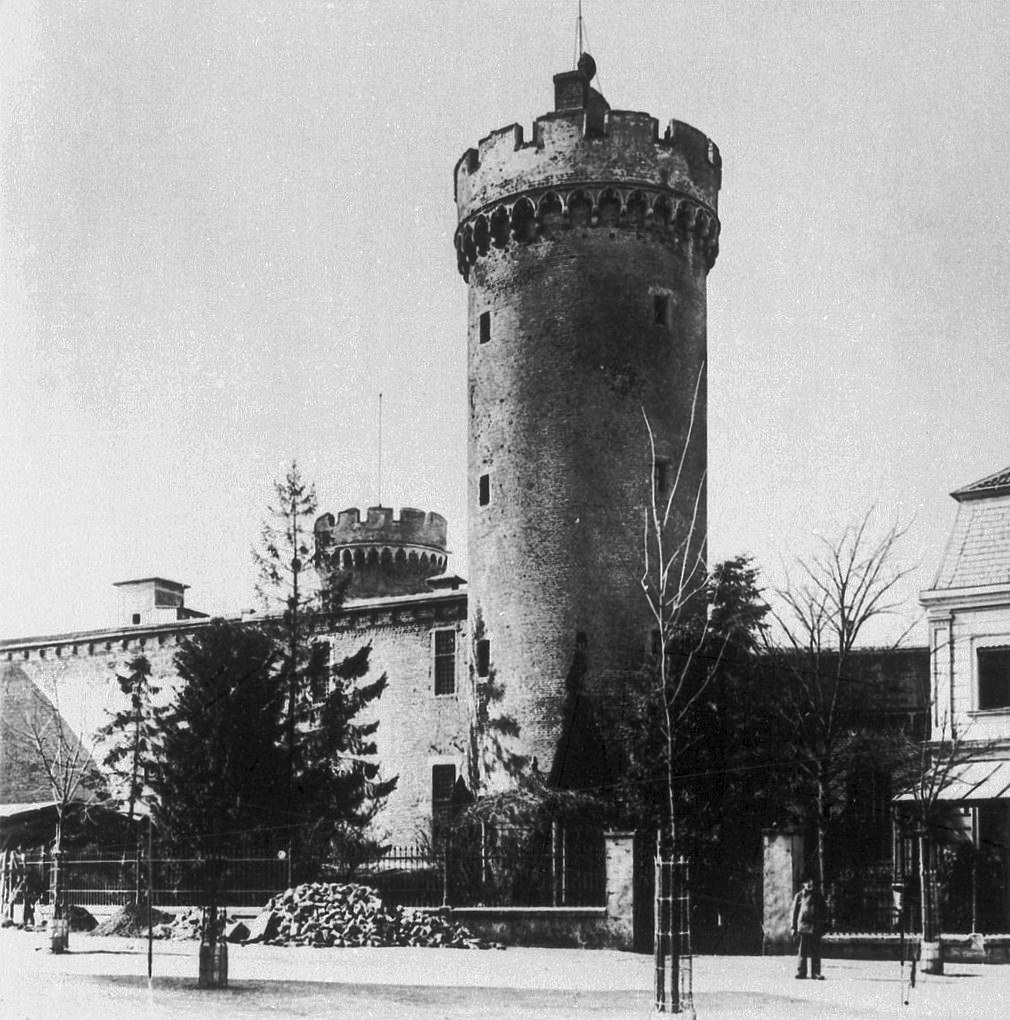
Ostturm der Burg gegen Ende des 19. Jahrhunderts

Durch Heirat der Erbtochter Margaretha Katharina Wachendorff mit Heinrich Xaver Sieger kam die Anlage 1847 an ihren Mann. Er ließ die von seinem Schwiegervater errichteten Wirtschaftsgebäude 1869 abreißen und anstatt dessen an der nordöstlichen Außenseite der Burg 1870 ein Fabrikgebäude bauen, denn der neue Eigentümer richtete in der Anlage eine Schnapsbrennerei ein, die bis in die 1980er Jahre dort betrieben wurde.

### Ab dem 20. Jahrhundert

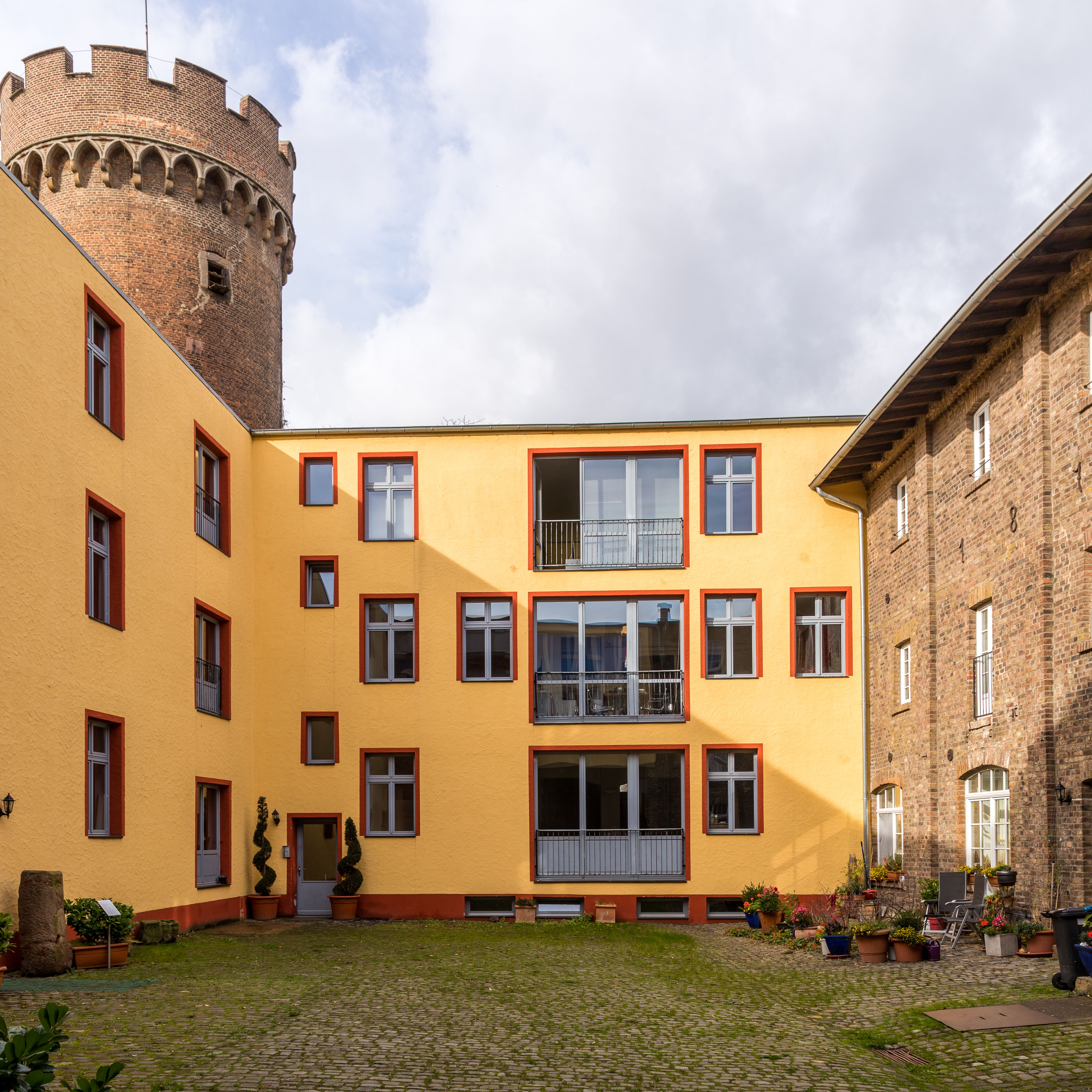
Innenhof, 2019

Am Heiligabend des Jahres 1944 wurde der Komplex durch alliierte Bombentreffer schwer beschädigt. Etwa die Hälfte der Bausubstanz war dadurch zerstört. Die Kriegsschäden wurden nach 1950 beseitigt und die Burg in vereinfachter Form wiederaufgebaut, zum Teil mit dem bestehenden Baumaterial. Dazu zählte zwar die Wiederherstellung der Außenmauern bis zur Traufhöhe, nicht jedoch des barocken Wohnhauses. An seiner Stelle wurde im Innenhof der Anlage ein einfaches Fabrikgebäude errichtet. Die übrigen Türme wurden in vereinfachter Form wiederhergestellt, zerstörte Gesimse, Friese und Zinnen in schlichter Ausführung erneuert.
Die Familie Sieger verkaufte Burg und Brennerei 1979 an die Maywerke, die den Betrieb nach einiger Zeit stilllegen ließ. 25 Jahre lang stand die Anlage leer und war ungenutzt, was einen erneuten Verfall zur Folge hatte. Nachdem sie im Juni 2003 an private Investoren verkauft worden war, ließen diese sie ab 2007 etappenweise restaurieren, um die Bauten anschließend einer neuen Nutzung zuzuführen. Heute sind dort Gewerbe- und Dienstleistungsbetriebe angesiedelt. Außerdem betreibt der Zülpicher Geschichtsverein in einem Teil der Burg seit 2009 gemeinsam mit der Stadt die Zülpicher Geschichtswerkstatt sowie einen Infopunkt für Touristen.
Im Februar 2010 fanden im Zuge der Umgestaltung des Wallgrabens für die Landesgartenschau 2014 an der Burg Grabungen statt, bei denen Überreste von Stützpfeilern für eine Brücke entdeckt wurden. Für die Landesgartenschau wurde der Nordturms zu einem Aussichtsturm umgebaut. 2012 entstand neben der Geschichtswerkstatt die Ausstellung einer städtischen Gemäldesammlung des aus Zülpich stammenden Malers Hubert Salentin, einem Vertreter der Düsseldorfer Malerschule.

## Beschreibung
Burg Zülpich ist eine schlichte Backsteinanlage auf annähernd rechteckigem Grundriss mit hohen Türmen an den Ecken. Sie zählt zu den klassischen Kastellburgen und folgt damit dem spätmittelalterlichen Idealtyp. Die nüchtern wirkende Wehranlage verzichtet fast vollständig auf architektonisches Beiwerk und unterstreicht damit ihren Festungscharakter, der ihr aufgrund ihrer Lage an der Südwest-Ecke des mittelalterlichen Zülpichs und dem Einbezug in die damalige Stadtbefestigung zukam.
Die geschlossene Vierflügelanlage war ursprünglich von einem bis zu zwölf Meter breiten Wassergraben umgeben. An ihrer Süd-, West- und Ostecke stehen Rundtürme, die alle einmal vier Geschosse hoch waren. Der südliche von ihnen wurde jedoch wegen Baufälligkeit im 19. Jahrhundert um zwei Stockwerke gekürzt. Im Norden steht ein übereck gestellter, 10 × 10 Meter messender Vierecksturm mit Eckquaderung, der das einzige Überbleibsel einer älteren Anlage ist. Seine Form deutet darauf hin, dass er wohl erst im 17. Jahrhundert sein heutiges Aussehen erhielt. Die beiden noch in voller Höhe vorhandenen Rundtürme sind durch vorkragende, offene Wehrplattformen mit Zinnenkränzen aus Backstein abgeschlossen. Bei den Kragsteinen kam Trachyt als Material zum Einsatz, während der darüber befindliche Spitzbogenfries aus Tuff besteht. Alle runden Ecktürme besaßen einst bewohnbare Räume mit Kaminen und Aborten. In den bis zu drei Meter dicken Mauern befinden sich Wendeltreppen. Der westliche, der Stadt abgewandte Turm diente zudem als Verlies.
Die vier Flügel bestanden früher aus zweigeschossigen Wohnbauten mit hohen Kellergewölben. Von ihnen sind heute nur noch die starken Außenmauern erhalten, die zugleich als Wehrmauern mit vorkragenden Wehrgängen fungierten. Die übrige Bausubstanz der heutigen Flügel stammt aus späterer Zeit, denn die Original-Dächer und -Innenmauern sind schon seit dem 17. Jahrhundert nicht mehr vorhanden. Die Außenfassade der Südwest-Wand ist durch schmale, hohe, gotische Querstockfenster mit heller Hausteinfassung in regelmäßige Achsen unterteilt, die nur durch zwei Aborterker unterbrochen werden.
Die besterhaltene Außenfront findet sich an der Südost-Seite mit dem Hauptportal aus sorgfältig bearbeiteten Buntsandsteinquadern, zu dem früher eine Zugbrücke führte. Davon zeugen eine tiefe Blendnische, die den Spitzbogen des Tores rahmt und früher die Zugbrücke aufnahm, sowie die noch vorhandenen Rollenlöcher für die Ketten. Über dem Portal finden sich zwei schräg gestellte Wappenschilde, deren Details vermutlich 1794 von französischen Soldaten zerstört wurden. Sie zeigten früher das Wappen Friedrichs von Saarwerden und wahrscheinlich das des Kölner Erzbistums.
Darüber hinaus gab es eine weitere Zugbrücke an der Südwest-Seite, die einen Zugang zur Burg ermöglichte, ohne dass der Benutzer durch die Stadt gehen musste. Für die Stützpfeiler dieser Brücke wurde Baumaterial des um 1350 an gleicher Stelle errichteten „Jülicher Schlosses“ verwendet.